# Opa Nguette
Opa Nguette (Mantes-la-Jolie, 8 de julio de 1994) es un futbolista senegalés que juega en la demarcación de centrocampista.

## Selección nacional
Tras jugar con la selección de fútbol sub-18 de Francia, la sub-19 y la sub-20, finalmente el 23 de marzo de 2017 hizo su debut con la selección de fútbol de Senegal en un encuentro contra Nigeria que finalizó con un resultado de empate a uno tras los goles de Kelechi Iheanacho para Nigeria, y de Moussa Sow para Senegal. Además llegó a disputar dos partidos de la clasificación para la Copa Mundial de Fútbol de 2018.

### Goles internacionales
| # | Fecha                   | Estadio                                       | Oponente     | Gol | Resultado | Competición                                             |
| - | ----------------------- | --------------------------------------------- | ------------ | --- | --------- | ------------------------------------------------------- |
| 1 | 14 de noviembre de 2017 | Estadio Léopold Sédar Senghor, Dakar, Senegal | Sudáfrica    | 1–0 | 2-1       | Clasificación para la Copa Mundial de Fútbol de 2018    |
| 2 | 11 de noviembre de 2020 | Estadio Lat-Dior, Thiès, Senegal              | Guinea-Bisáu | 2-0 | 2-0       | Clasificación para la Copa Africana de Naciones de 2022 |

## Clubes
| Club                    | País                   | Año       | Partidos | Goles |
| ----------------------- | ---------------------- | --------- | -------- | ----- |
| F. C. Mantes            | Francia                | 2011      | 1        | 0     |
| Valenciennes F. C. "II" | Francia                | 2011-2012 | 15       | 2     |
| Valenciennes F. C.      | Francia                | 2012-2016 | 73       | 9     |
| F. C. Metz              | Francia                | 2016-2022 | 164      | 20    |
| Baniyas Club            | Emiratos Árabes Unidos | 2022-2023 | 28       | 2     |
| Mağusa Türk Gücü SK     | Chipre del Norte       | 2024      | 10       | 7     |